# Linnaemya sulphurea
Linnaemya sulphurea là một loài ruồi trong họ Tachinidae.